# Истад-Кристиансен, Гру Марит
Гру Ма́рит И́стад-Кристиа́нсен (норв. Gro Marit Istad Kristiansen; 9 февраля 1978, Восс, Хордаланн) — норвежская биатлонистка, двукратная чемпионка мира.

## Биография
Увлеклась лыжами в девятилетнем возрасте, а уже в двенадцать лет твёрдо решила заниматься биатлоном. На юниорских соревнованиях Истад-Кристиансен выступала довольно успешно и это позволило ей в 1998 году попасть в состав основной сборной команды Норвегии. Обладала отличной лыжной подготовкой, в отличие от стрельбы. В 2000 году вышла замуж и вплоть до 2003 года не показывала каких-либо результатов. В 2004 году стала чемпионкой мира в составе эстафетной команды, а через год выиграла масс-старт чемпионата мира в Хохфильцене.
Завершила карьеру в сезоне 2010/11.

## Кубок мира
- 1998—1999 — 12-е место (217 очков)
- 1999—2000 — 24-е место (169 очков)
- 2001—2002 — 72-е место (9 очков)
- 2002—2003 — 54-е место (22 очка)
- 2003—2004 — 27-е место (224 очка)
- 2004—2005 — 13-е место (454 очка)
- 2005—2006 — 74-е место (48 очков)
- 2009—2010 — 88-е место (13 очков)